# 1801 ve fotografii
Tento článek obsahuje významné fotografické události v roce 1801.

## Narození v roce 1801
- 20. ledna – Hippolyte Bayard, francouzský fotograf a vynálezce († 14. května 1887)
- 30. dubna – André Giroux, francouzský malíř a fotograf († 18. listopadu 1879)
- 22. prosince – Richard Beard, anglický fotograf a podnikatel († 7. června 1885)
- ? – Benkiči Óno, japonský inženýr a průkopník fotografie († 1870)
- ? – Mungo Ponton, fotograf
- ? – Jean-Baptiste Sabatier-Blot, fotograf